# Máquinas de oficina

Ilustración de una moderna computadora de escritorio.

Las máquinas de oficina, son un conjunto de máquinas y dispositivos que se utilizan en las oficinas para realizar tareas relacionadas con la elaboración, envío, y archivo de documentos y papeles, y para establecer comunicaciones con proveedores, clientes, organizaciones y otras personas u empresas con las que la oficina se relaciona.
Las mismas incluyen: teléfono, sistema para videoconferencia, computadora, impresora, fotocopiadora, fax, video proyector, guillotina, engargoladora, máquina de escribir.

## Teléfono
El teléfono, permite recibir y realizar llamadas. Los modernos tienen diversas opciones para facilitar su uso, tales como: llamada en conferencia, reenvío de llamada, llamada en espera, guía telefónica, rellamada, lista de llamadas perdidas, lista de llamadas recibidas, códigos de números usuales, contestador automático.

## Sistema para Videoconferencia
El sistema para videoconferencia permite realizar comunicaciones simultáneas bidireccional de audio y vídeo, que permite mantener reuniones con grupos de personas situadas en lugares alejados entre sí. Adicionalmente, pueden tener capacidad de realizar intercambio de gráficos, imágenes fijas, transmisión de archivos desde el computador, etc.
Es un sistema interactivo que permite a varios usuarios mantener una conversación virtual por medio de la transmisión en tiempo real de video, sonido y texto a través de internet.

## Computadora
La computadora u ordenador se ha convertido desde finales del siglo XX, en un elemento esencial de una oficina. Mediante la misma es posible acceder a información disponible en internet, a los sistemas de correo electrónico, a sistemas de comunicación de voz e imagen por internet (ejemplo Skype), a sistemas de mensajes (ejemplo SMS).  También permite utilizar numerosos programas de software que ayudan en la elaboración, gestión y archivado de documentos escritos, visuales o de sonido; entre los más utilizados se encuentran programas de edición y Procesamiento de texto (ejemplo MS Word).
También permiten ejecutar programas de software para utilizar planillas electrónicas para realizar actividades de contabilidad y finanzas (ejemplo MS Excel), y bases de datos para gestionar información.
La computadora en una oficina moderna se encuentra conectada por lo general a una red que permite compartir información con otros usuarios dentro de la oficina, y aun con usuarios ubicados en otros sitios.

## Impresora
Una impresora es un dispositivo periférico del ordenador que permite producir una gama permanente de textos o gráficos de documentos almacenados en un formato electrónico, imprimiéndolos en medios físicos, normalmente en papel, utilizando cartuchos de tinta o tecnología láser.
Muchas impresoras son usadas como periféricos, y están permanentemente unidas al ordenador por un cable. Otras impresoras, llamadas impresoras de red, tienen una interfaz de red interno (típicamente wireless o ethernet), y que puede servir como un dispositivo para imprimir en papel algún documento para cualquier usuario de la red.
Además, muchas impresoras modernas permiten la conexión directa de aparatos de multimedia electrónicos como las tarjetas CompactFlash, Secure Digital o Memory Stick, pendrives, o aparatos de captura de imagen como cámaras digitales y escáneres. También existen aparatos multifunción que constan de impresora, escáner o máquinas de fax en un solo aparato. Una impresora combinada con un escáner puede funcionar básicamente como una fotocopiadora.
Las impresoras suelen diseñarse para realizar trabajos repetitivos de poco volumen, que no requieran virtualmente un tiempo de configuración para conseguir una copia de un determinado documento. Sin embargo, las impresoras son generalmente dispositivos lentos (10 páginas por minuto es considerado rápido), y los gastos por página es relativamente alto.

## Fotocopiadora

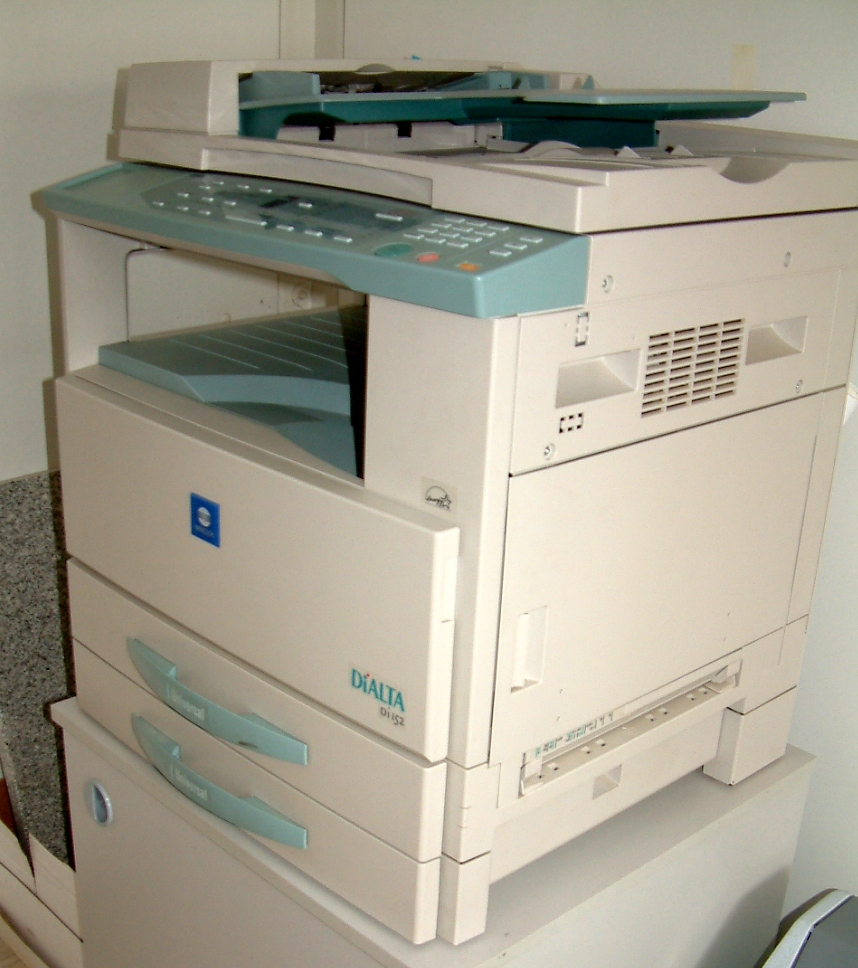
Fotocopiadora multifuncional.

Una fotocopiadora es una máquina que permite reproducir un documento o parte de este en una hoja de papel normalmente, aunque puede ser también a otro tipo de material, como una transparencia, opalina, etc. El tamaño de los papeles es muy variado: carta, oficio, A4, A5, y muchos más hasta llegar a los especiales para planos.
El proceso de fotocopiado se realiza por medios ópticos y fotosensibles. Se coloca el original sobre una superficie de cristal o algún otro material transparente y la máquina procede a realizar a copia del mismo imprimiéndola en la hoja requerida.
Las máquinas más sofisticadas, poseen un sistema automático que permite alimentarlas con gran cantidad de originales, los cuales la máquina va tomando de a uno y copiándolos. Algunas máquinas pueden realizar copias de originales escritos en los dos lados de la hoja procediendo a imprimirlos en los dos lados de la copia.  Muchas fotocopiadoras poseen la capacidad de ampliar o reducir.
Existen fotocopiadoras que funcionan solo con tinta negra y otras que realizan copias a color las cuales 
pueden fotocopiar una infinita cantidad de colores.
Actualmente hay fotocopiadoras de tamaños y funciones variadas; hay personales, de escritorio, de estación, de planos, etc. Algunas se pueden conectar en red, otras son multifuncionales (que son también escáner, fax, impresora, etc.), además de que se dividen en analógicas y digitales.

## Escáner
Un escáner es un periférico de una computadora que se utiliza para "copiar", mediante el uso de la luz, imágenes impresas o documentos a formato digital (a color o a blanco y negro). Los escáneres pueden tener accesorios como un alimentador de hojas automático o un adaptador para diapositivas y transparencias. Al obtenerse una imagen digital se puede corregir defectos, recortar un área específica de la imagen o también digitalizar texto mediante técnicas de OCR. Estas funciones las puede llevar a cabo el mismo dispositivo o aplicaciones especiales.

## Fax
Fax (abreviación de facsímil), es un dispositivo que permite realizar la transmisión telefónica de material escaneado impreso (tanto texto como imágenes), normalmente a un número de teléfono conectado a una impresora o a otro dispositivo de salida.

## Vídeo proyector
Un proyector de vídeo o vídeo proyector es un aparato que recibe una señal de vídeo y proyecta la imagen correspondiente en una pantalla de proyección usando un sistema de lentes, permitiendo así mostrar imágenes fijas o en movimiento.
el vídeo proyector es un equipo de oficina que sirve para proyectar desde el computador y mostrar las presentaciones que tengamos importantes o para exposiciones nos puede servir esta equipo

## Guillotina
Una guillotina para papel es una herramienta que se utiliza en oficinas, escuelas, empresas de impresión, la misma permite cortar grandes pilas de papel de un solo corte recto.

## Enmicadora
Máquina que sirve para plastificar hojas, colocándoles un film plástico que mejora su apariencia y las protege.

## Engargoladora
Una engargoladora es una máquina que permite la encuadernación de hojas mediante la colocación de una serie de anillos de material plástico o metálico que se enhebran en múltiples agujerillos que previamente se han realizado en las hojas de papel .

## Calculadora

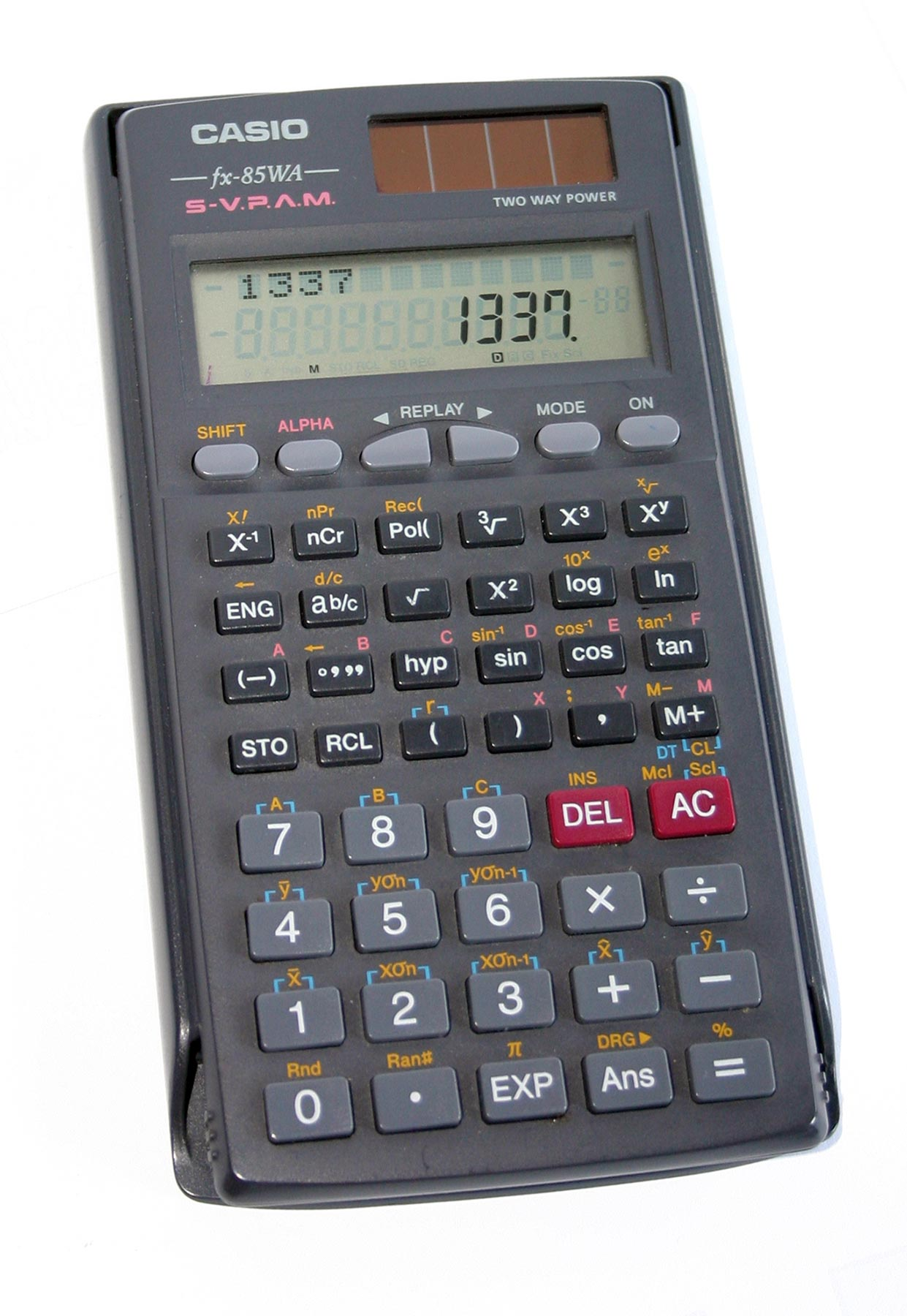
Una calculadora científica convencional de Casio.

Una calculadora es un dispositivo que se utiliza para realizar cálculos aritméticos. Aunque las calculadoras modernas incorporan a menudo un ordenador de propósito general, se diseñan para realizar ciertas operaciones más que para ser flexibles. Por ejemplo, existen calculadoras gráficas especializadas en campos matemáticos gráficos como la trigonometría y la estadística. También suelen ser más portátiles que la mayoría de los computadores, si bien algunas PDAs tienen tamaños similares a los modelos típicos de calculadora.
Algunos modelos de calculadora poseen una cinta de papel incorporada en la cual pueden imprimir la operación aritmética realizada y su resultado.

## Máquina de escribir
La máquina de escribir es un dispositivo mecánico, electromecánico o electrónico, con un conjunto de teclas que, al ser presionadas, imprimen caracteres en un documento, normalmente papel. La persona que opera una máquina de escribir recibe el nombre de mecanógrafo.  
A principios del siglo XXI la función de la máquina de escribir ha sido reemplazada por el editor de textos de la computadora y la impresora digital.